# Rod de'Ath
Roderick Morris Buckenham 'Rod' de'Ath (Saundersfoot, Pembrokeshire, 18 juni 1950 – 1 augustus 2014) was een Welshe drummer die bekend was voor zijn drumwerk bij Rory Gallagher in het midden van de jaren 1970.

## Leven en werk
Toen de'Ath bij de band Killing Floor speelde werd hij aangezocht om drummer Wilgar Campbell te vervangen tijdens een gedeelte van Gallaghers Europese tournee van 1972. Toen Campbell wegbleef om bij The Mick Abrahams Band te spelen, bood Gallagher hem aan bij zijn groep te blijven drummen. Wat later vervoegde Lou Martin, de keyboardspeler van Killing Floor, zich bij de groep. Zo speelden zij mee op enkele belangrijke albums als Tattoo en Irish Tour '74, een dubbelalbum dat de sfeer en de bijval weergeeft die Gallaghers band kreeg tijdens hun lange enthousiasmerende optredens. 
In 1978 verlieten de'Ath en Martin de groep en richtten ze Ramrod op. Daarna drumde hij nog een tijdje bij de Downliners Sect. Dan vertrekt hij voor een aantal jaren naar de Verenigde Staten. Hij keerde terug naar het Verenigd Koninkrijk in het midden van de jaren tachtig. Kort daarop verloor hij een oog en liep hij  hersenletsel op toen hij al lopend op de trein wilde springen. Hij herstelde wel, maar was niet meer in staat te spelen. Sindsdien werd er nog maar weinig van hem vernomen. Hij was nog te zien op een herdenkingsplechtigheid voor Rory Gallagher die in 1995 was overleden. In 2012 was hij ook aanwezig op de begrafenisdienst van Lou Martin. Hij overleed in 2014 op 64-jarige leeftijd na een slepende ziekte.

## Discografie (met Rory Gallagher)
- 1973 : Blueprint
- 1973 : Tattoo
- 1974 : Irish Tour '74
- 1975 : Against the Grain
- 1976 : Calling Card

- International Standard Name Identifier: 0000 0000 5545 561X
- Library of Congress Control Number: n96100067
- MusicBrainz: fa35992f-a317-48f1-b457-feda98a36c46
- Virtual International Authority File: 1741932
- WorldCat: E39PBJycRQGhXrGh7pqp838Qv3